# (1541) Estonia
(1541) Estonia ist ein Asteroid im Hauptgürtel zwischen den Bahnen von Mars und Jupiter, der am 12. Februar 1939 von dem finnischen Astronomen Yrjö Väisälä in Turku entdeckt wurde.
Der Asteroid ist nach dem baltischen Staat Estland benannt.